# Los Beatles
Los Beatles è una raccolta dei Beatles pubblicata solamente in Argentina nel 1965. Fu la prima compilation ad essere pubblicata in Argentina.

## Tracce
Lato A
1. Ticket to Ride
2. From Me to You
3. Thank You Girl
4. She's a Woman
5. I Feel Fine
6. Long Tall Sally

Lato B
1. She Loves You
2. I'll Get You
3. I Want to Hold Your Hand
4. This Boy
5. Slow Down
6. Matchbox[1]

## Formazione
- John Lennon: voce nelle tracce 1, 2, 3, 5, 7, 8, 9, 10 e 11, armonica a bocca nelle tracce 2 e 3, battimani nella traccia 9, chitarra solista nella traccia 6, cori, chitarra ritmica
- Paul McCartney: voce nelle tracce 4, 6, 7, 9, seconda voce nella traccia 3, chitarra solista nella traccia 1, battimani nella traccia 9, cori, basso elettrico
- George Harrison: chitarra ritmica nella traccia 1, battimani nella traccia 9, cori, chitarra solista
- Ringo Starr: voce nella traccia 12, battimani nella traccia 9, batteria[2]